# Enrico Bompiani
Enrico Bompiani   (Roma, 12 de febrer de 1889 - Roma, 22 de setembre de 1975) va ser un matemàtic italià.

## Vida i Obra
Bompiani era fill d'un metge i dos dels seus germans també ho van ser; ell va ser més independent i va escollir les matemàtiques. El 1910 es va doctorar a la universitat de Roma sota la direcció de Guido Castelnuovo. Els anys següents no va poder iniciar una carrera docent i de recerca perquè va haver de participar en la guerra italoturca (1911-1912) i en la Primera Guerra Mundial (1914-1918). Malgrat tot va aconseguir mantenir els seus contactes nacionals i internacionals i continuar fent alguna cosa de recerca, perquè. almenys formalment, va ser assistent de Castelnuovo a Roma i de Gerbaldi a Pavia.
En acabar la guerra mundial, va retornar a les seves tasques com assistent de Castelnuovo fins que el 1923 va ser nomenat professor de la universitat de Bolonya, després d'haver estat un any al Politècnic de Milà. El 1927, finalment, amb el ple suport de Castelnuovo, va ser nomenat professor de la universitat de Roma, en la qual va romandre fins a la seva jubilació el 1964.
Bompiani va fer més de 300 publicacions de recerca original, recensions de llibres, obituaris, articles de divulgació i texts universitaris i de secundària. El seu camp de recerca principal va ser la geometria projectiva-diferencial, seguint la línea de Corrado Segre i el seu deixeble Alessandro Terracini. També va fer importants aportaciones en el camp de les equacions en derivades parcials i en el dels grups de transformacions.
Durant l'època de govern feixista a Itàlia, el seu activisme anti-jueu mereix una menció especial, sobre tot si tenim en compte que tant el seu mentor, Guido Castelnuovo, com els seus inspiradors, Corrado Segre, Alessandro Terracini i Guido Fubini, eren tots ells jueus que van ser perseguits per les autoritats (excepte Segre, que ja era mort). El 1938 va ser nomenat vicepresident de la Unió Matemàtica Italiana pel Ministre d'Ensenyament, tot i haver rebut només 8 vots (Guido Fubini i Annibale Comessatti n'havien rebut 74 i 61 respectivament). Va insistir en afirmar que les matemàtiques italianes eren una creació exclusiva de matemàtics aris i va impedir sistemàticament la publicació d'articles de matemàtics jueus.
Acabada la guerra i el govern feixista, va continuar la seva tasca la universitat de Roma, formant part o dirigint diversos organismes nacionals i internacionals, com la comissió pel renaixement de la Unió Matemàtica Internacional o la Comissió Internacional per l'Ensenyament de les Matemàtiques.